# Itaipulândia
Itaipulândia es un municipio brasileño del estado de Paraná. Según el censo IBGE, la población era de 9027 habitantes.